# Chris Isaak

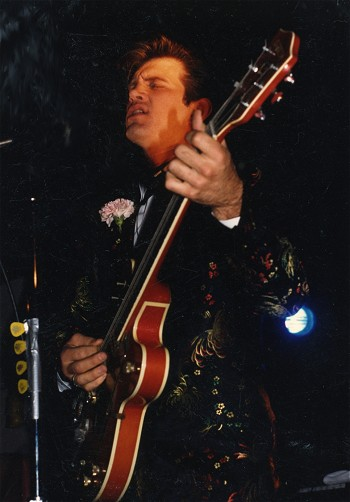
Chris Isaak în 1986

Chris Isaak (n. 26 iunie 1956, Stockton, California, Statele Unite ale Americii) este un cântăreț nord-american și actor ocazional, care provine dintr-o familie germană de pe Volga.
În anul 1981, alături de James Calvin Wilsey (ghitară), Kenney Dale Johnson (tobă) și Rowland Salley (contrabas), a înființat formația Silvertone. Patru ani mai târziu, în 1985, Isaak și-a lansat primul album muzical solo. A debutat în Germania la data 28 octombrie 1985 în localul de muzică jazz „Onkel Pö” din Hamburg. În același an interpretează pentru prima oară compoziția proprie „Wicked Game”, cântec care a fost utilizat de regizorul american David Lynch în filmul Wild at Heart și care devenit șlagăr.
Chris Isaak a interpretat roluri în diverse filme, precum Micul Buddha, Tăcerea mieilor sau Married to the Mob.

## Discografie
- Silvertone (1985)
- Chris Isaak (1986)
- Heart Shaped World (1989)
- Wicked Game (1991)
- San Francisco Days (1993)
- Forever Blue (1995)
- Baja Sessions (1996)
- Speak Of The Devil (1998)
- Always Got Tonight (2002)
- Christmas (2004)
- Best of Chris Isaak (2006)
- Live In Australia (2008)
- Mr. Lucky (2009)

## Filmografie
- 1988: Married to the Mob
- 1991: Tăcerea mieilor
- 1992: Twin Peaks: Fire Walk with Me
- 1993: Micul Buddha
- 1996: Grace of My Heart
- 1996: That Thing You Do!
- 1999: Blue Ridge Fall
- 2004: A Dirty Shame
- 2008: The Informers